# لایلا گودی
لایلا گودی (نروژی: Laila Goody؛ زادهٔ ۲۲ مارس ۱۹۷۱) بازیگر اهل نروژ است.
از فیلم‌هایی که وی در آن‌ها نقش داشته‌است، می‌توان به موج و فریادی در جنگل اشاره نمود.